# Naxxar Lions Football Club
Il Naxxar Lions F.C. è una società calcistica maltese con sede nella città di Naxxar.
Milita nella Premier League, la massima serie del calcio maltese.

## Storia
Il club fu fondato nel 1920, ed è uno dei più antichi dell'isola; il team vanta in totale 19 partecipazioni alla massima divisione maltese, ed il suo periodo di massimo splendore risale agli anni '80, durante i quali ha militato diverse volte nella prima serie nazionale.
Nel 2012-13 il club è tornato in Premier League dopo un'assenza di 11 anni, grazie al secondo posto nella First Division, per poi retrocedere nuovamente al termine della stagione 2015-16. Nel 2017 il team ha raggiunto una nuova promozione, seguita da una immediata nuova retrocessione.
Della stagione 2023-24 milita nella Premier League, a seguito di una nuova promozione ottenuta nel 2023.

## Palmarès

### Competizioni nazionali
- First Division: 1

1945-1946

### Altri piazzamenti
- First Division (Malta):

Secondo posto: 2012-2013
- Challenge League (Malta):

Secondo posto: 2022-23